# Maher Haddad
Pour les articles homonymes, voir Haddad.
Maher Haddad, né le 15 octobre 1988 à Paris, est un footballeur international tunisien. Il évolue au poste de milieu de terrain.

## Clubs
- juillet 2008-janvier 2011 : Club sportif de Hammam Lif (Tunisie)
- janvier 2011-août 2012 : Club sportif sfaxien (Tunisie)
- août 2012-août 2016 : Club africain (Tunisie)
  - juillet 2014-juin 2016 : Al Shamal (Qatar), prêt
- août 2016-janvier 2017 : Club sportif de Hammam Lif (Tunisie)
- janvier 2017-juillet 2018 : Olympic Charleroi (Belgique)
- depuis juillet 2018 : Société sportive Jeanne d'Arc (France)

## Palmarès
- Championnat d'Afrique des nations (1) : 2011